# Liga Mistrzów piłkarzy ręcznych
Liga Mistrzów piłkarzy ręcznych (ang. EHF Champions League) – międzynarodowe, klubowe rozgrywki piłki ręcznej, utworzone z inicjatywy Europejskiej Federacji Piłki Ręcznej (EHF) w 1993 roku. Rozgrywki zastąpiły rozgrywany od 1956 do 1993 roku Puchar Europy Mistrzów Krajowych.

## Format rozgrywek
System rozgrywek oraz liczba uczestniczących w nich drużyn ulegała na przestrzeni lat zmianom, jednak rozgrywki od początku odbywały się cyklicznie. W latach 1993–2003 w rozgrywkach Ligi Mistrzów uczestniczyły 32 zespoły. Następnie, do roku 2009, do rozgrywek przystępowało łącznie 40 drużyn, z których w fazie grupowej uczestniczyły 32 zespoły. Od sezonu 2009/2010 nastąpiła reorganizacja rozgrywek i w fazie grupowej uczestniczyły 24 drużyny. Od sezonu 2015/2016 do 2018/2019 w rozgrywkach mogło wziąć udział maksymalnie 41 drużyn (29 z rankingu EHF oraz do 12 drużyn, którym przyznawane były dzikie karty), natomiast w fazie grupowej uczestniczyło 28 drużyn.
Od sezonu 2019/2020 nastąpiła kolejna zmiana formatu rozgrywek w związku ze zmianą przydziału miejsc w poszczególnych rozgrywkach dla poszczególnych pozycji rankingu EHF. Prawo wystawienia drużyny do gry w Lidze Mistrzów przysługiwało 27 krajom z czołówki rankingu oraz obrońcy tytułu. W przypadku rezygnacji mistrzów krajowych ze startów w Lidze Mistrzów na ich miejsce mogły zostać włączone drużyny, które otrzymały dzikie karty. EHF mogła również powiększać listę drużyn startujących w danej edycji Ligi Mistrzów wprowadzając formułę turniejów kwalifikacyjnych.
Od sezonu 2020/2021 nastąpiła ponowna reorganizacja klubowych rozgrywek piłki ręcznej w Europie. W Lidze Mistrzów rywalizacja rozpoczyna się od fazy grupowej, w której bierze udział 16 drużyn podzielonych na dwie grupy. Prawo gry w rozgrywkach otrzymali zwycięzcy lig z państw plasujących się na 9 czołowych pozycjach rankingu EHF oraz dodatkowo druga drużyna w przypadku lidera rankingu. Pozostałe 6 drużyn jest wskazywana przez EHF (drużyny te otrzymują dziką kartę).
Mecze rozgrywane są systemem kołowym. W grupach A i B dwie najlepsze drużyny kwalifikują się do ćwierćfinałów, a drużyny z miejsc od 3. do 6. awansują do fazy play-off.
Faza pucharowa obejmuje cztery rundy: play-off, ćwierćfinały i turniej Final Four składający się z dwóch półfinałów i finału. W przypadku fazy play-off i ćwierćfinałów zespoły grają mecz u siebie i na wyjeździe. O awansie do kolejnej rundy decyduje sumaryczny wynik dwumeczu. W turnieju Final Four w każdej fazie drużyny grają tylko jeden mecz w mieście wybranym wcześniej przez EHF.

## Edycje
| Edycja | Sezon     | Zwycięstwo             | 2. miejsce             | 3. miejsce             | 4. miejsce             |
| ------ | --------- | ---------------------- | ---------------------- | ---------------------- | ---------------------- |
| 1.     | 1993/1994 | Teka Santander         | ABC Braga              | SG Handball West Wien  | USAM Nîmes Gard        |
| 2.     | 1994/1995 | Elgorriaga Bidasoa     | Badel 1862 Zagrzeb     | THW Kiel               | Teka Santander         |
| 3.     | 1995/1996 | FC Barcelona           | Elgorriaga Bidasoa     | Pfadi Winterthur       | THW Kiel               |
| 4.     | 1996/1997 | FC Barcelona           | Badel 1862 Zagrzeb     | Celje Pivovarna Laško  | THW Kiel               |
| 5.     | 1997/1998 | FC Barcelona           | Badel 1862 Zagrzeb     | TBV Lemgo              | Celje Pivovarna Laško  |
| 6.     | 1998/1999 | FC Barcelona           | Badel 1862 Zagrzeb     | Celje Pivovarna Laško  | Portland San Antonio   |
| 7.     | 1999/2000 | FC Barcelona           | THW Kiel               | Celje Pivovarna Laško  | Badel 1862 Zagrzeb     |
| 8.     | 2000/2001 | Portland San Antonio   | FC Barcelona           | Celje Pivovarna Laško  | THW Kiel               |
| 9.     | 2001/2002 | SC Magdeburg           | MKB Veszprém KC        | KIF Kolding            | Portland San Antonio   |
| 10.    | 2002/2003 | Montpellier Handball   | Portland San Antonio   | Prule 67 Lublana       | MKB Veszprém KC        |
| 11.    | 2003/2004 | Celje Pivovarna Laško  | SG Flensburg-Handewitt | BM Ciudad Real         | SC Magdeburg           |
| 12.    | 2004/2005 | FC Barcelona           | BM Ciudad Real         | Celje Pivovarna Laško  | Montpellier Handball   |
| 13.    | 2005/2006 | BM Ciudad Real         | Portland San Antonio   | SG Flensburg-Handewitt | MKB Veszprém KC        |
| 14.    | 2006/2007 | THW Kiel               | SG Flensburg-Handewitt | Portland San Antonio   | BM Valladolid          |
| 15.    | 2007/2008 | BM Ciudad Real         | THW Kiel               | HSV Hamburg            | FC Barcelona           |
| 16.    | 2008/2009 | BM Ciudad Real         | THW Kiel               | HSV Hamburg            | Rhein-Neckar Löwen     |
| 17.    | 2009/2010 | THW Kiel               | FC Barcelona           | BM Ciudad Real         | Czechowskije Miedwiedi |
| 18.    | 2010/2011 | FC Barcelona           | Renovalia Ciudad Real  | HSV Hamburg            | Rhein-Neckar Löwen     |
| 19.    | 2011/2012 | THW Kiel               | Atlético Madryt        | AG Kopenhaga           | Füchse Berlin          |
| 20.    | 2012/2013 | HSV Hamburg            | FC Barcelona           | Vive Targi Kielce      | THW Kiel               |
| 21.    | 2013/2014 | SG Flensburg-Handewitt | THW Kiel               | FC Barcelona           | MKB Veszprém KC        |
| 22.    | 2014/2015 | FC Barcelona           | MKB Veszprém KC        | Vive Tauron Kielce     | THW Kiel               |
| 23.    | 2015/2016 | Vive Tauron Kielce     | MVM Veszprém KC        | Paris SG Handball      | THW Kiel               |
| 24.    | 2016/2017 | RK Wardar Skopje       | Paris SG Handball      | MVM Veszprém KC        | FC Barcelona           |
| 25.    | 2017/2018 | Montpellier Handball   | HBC Nantes             | Paris SG Handball      | RK Wardar Skopje       |
| 26.    | 2018/2019 | RK Wardar Skopje       | Telekom Veszprém       | FC Barcelona           | PGE Vive Kielce        |
| 27.    | 2019/2020 | THW Kiel               | FC Barcelona           | Paris SG Handball      | Telekom Veszprém       |
| 28.    | 2020/2021 | FC Barcelona           | Aalborg Håndbold       | Paris SG Handball      | HBC Nantes             |
| 29.    | 2021/2022 | FC Barcelona           | Vive Kielce            | THW Kiel               | Telekom Veszprém       |
| 30.    | 2022/2023 | SC Magdeburg           | Vive Kielce            | FC Barcelona           | Paris SG Handball      |
| 31.    | 2023/2024 | FC Barcelona           | Aalborg Håndbold       | THW Kiel               | SC Magdeburg           |
| 32.    | 2024/2025 | SC Magdeburg           | Füchse Berlin          | HBC Nantes             | FC Barcelona           |

## Osiągnięcia według klubów
| Drużyna                  | Triumfator | Finalista | Lata wygranych finałów                                                   | Lata przegranych finałów       |
| ------------------------ | ---------- | --------- | ------------------------------------------------------------------------ | ------------------------------ |
| FC Barcelona             | 12         | 5         | (1991, 1996, 1997, 1998, 1999, 2000, 2005, 2011, 2015, 2021, 2022, 2024) | (1990, 2001, 2010, 2013, 2020) |
| VfL Gummersbach          | 5          | 1         | (1967, 1970, 1971, 1974, 1983)                                           | (1972)                         |
| SC Magdeburg             | 5          | 0         | (1978, 1981, 2002, 2023, 2025)                                           |                                |
| THW Kiel                 | 4          | 4         | (2007, 2010, 2012, 2020)                                                 | (2000, 2008, 2009, 2014)       |
| HC Dukla Praga           | 3          | 2         | (1957, 1963, 1984)                                                       | (1967, 1968)                   |
| BM Ciudad Real           | 3          | 2         | (2006, 2008, 2009)                                                       | (2005, 2011)                   |
| SKA Mińsk                | 3          | 0         | (1987, 1989, 1990)                                                       |                                |
| RK Zagrzeb               | 2          | 4         | (1992, 1993)                                                             | (1995, 1997, 1998, 1999)       |
| CSA Steaua Bukareszt     | 2          | 2         | (1968, 1977)                                                             | (1971, 1989)                   |
| Frisch Auf! Göppingen    | 2          | 1         | (1960, 1962)                                                             | (1959)                         |
| RK Metaloplastika        | 2          | 1         | (1985, 1986)                                                             | (1984)                         |
| TV Großwallstadt         | 2          | 0         | (1979, 1980)                                                             |                                |
| Montpellier Handball     | 2          | 0         | (2003, 2018)                                                             |                                |
| RK Wardar Skopje         | 2          | 0         | (2017, 2019)                                                             |                                |
| RK Bjelovar              | 1          | 2         | (1972)                                                                   | (1962, 1973)                   |
| Czechowskije Miedwiedi   | 1          | 2         | (1988)                                                                   | (1977, 1983)                   |
| SDC San Antonio          | 1          | 2         | (2001)                                                                   | (2003, 2006)                   |
| SG Flensburg-Handewitt   | 1          | 2         | (2014)                                                                   | (2004, 2007)                   |
| Vive Tauron Kielce       | 1          | 2         | (2016)                                                                   | (2022, 2023)                   |
| Dinamo Bukareszt         | 1          | 1         | (1965)                                                                   | (1963)                         |
| MAI Moskwa               | 1          | 1         | (1973)                                                                   | (1974)                         |
| RK Borac Banja Luka      | 1          | 1         | (1976)                                                                   | (1975)                         |
| Budapest Honvéd          | 1          | 1         | (1982)                                                                   | (1966)                         |
| Teka Cantabria           | 1          | 1         | (1994)                                                                   | (1992)                         |
| CD Bidasoa               | 1          | 1         | (1995)                                                                   | (1996)                         |
| Redbergslids IK          | 1          | 0         | (1959)                                                                   |                                |
| SC Lipsk                 | 1          | 0         | (1966)                                                                   |                                |
| ASK Frankfurt nad Odrą   | 1          | 0         | (1975)                                                                   |                                |
| Celje Pivovarna Laško    | 1          | 0         | (2004)                                                                   |                                |
| HSV Hamburg              | 1          | 0         | (2013)                                                                   |                                |
| MVM Veszprém KC          | 0          | 4         |                                                                          | (2002, 2015, 2016, 2019)       |
| Atlético Madryt          | 0          | 2         |                                                                          | (1985, 2012)                   |
| Wybrzeże Gdańsk          | 0          | 2         |                                                                          | (1986, 1987)                   |
| Aalborg Håndbold         | 0          | 2         |                                                                          | (2021, 2024)                   |
| Aarhus Håndbold          | 0          | 1         |                                                                          | (1960)                         |
| RK Medveščak Zagrzeb     | 0          | 1         |                                                                          | (1965)                         |
| Dynamo Berlin            | 0          | 1         |                                                                          | (1970)                         |
| Fredericia KFUM          | 0          | 1         |                                                                          | (1976)                         |
| Śląsk Wrocław            | 0          | 1         |                                                                          | (1978)                         |
| Empor Rostock            | 0          | 1         |                                                                          | (1979)                         |
| Valur Reykjavík          | 0          | 1         |                                                                          | (1980)                         |
| RD Slovan                | 0          | 1         |                                                                          | (1981)                         |
| TSV St. Otmar St. Gallen | 0          | 1         |                                                                          | (1982)                         |
| TUSEM Essen              | 0          | 1         |                                                                          | (1988)                         |
| RK Proleter Zrenjanin    | 0          | 1         |                                                                          | (1991)                         |
| SG Wallau/Massenheim     | 0          | 1         |                                                                          | (1993)                         |
| ABC Braga                | 0          | 1         |                                                                          | (1994)                         |
| Paris SG Handball        | 0          | 1         |                                                                          | (2017)                         |
| HBC Nantes               | 0          | 1         |                                                                          | (2018)                         |
| Füchse Berlin            | 0          | 1         |                                                                          | (2025)                         |

## Osiągnięcia według państw
| Drużyna            | Triumfator | Finalista | Liczba finałów |
| ------------------ | ---------- | --------- | -------------- |
| Hiszpania          | 18         | 13        | 31             |
| Niemcy             | 18         | 11        | 29             |
| ZSRR               | 5          | 3         | 8              |
| Jugosławia         | 4          | 7         | 11             |
| NRD                | 4          | 2         | 6              |
| Rumunia            | 3          | 3         | 6              |
| Czechosłowacja     | 3          | 2         | 5              |
| Chorwacja          | 2          | 4         | 6              |
| Francja            | 2          | 2         | 4              |
| Macedonia Północna | 2          | 0         | 2              |
| Węgry              | 1          | 5         | 6              |
| Polska             | 1          | 5         | 6              |
| Szwecja            | 1          | 1         | 2              |
| Słowenia           | 1          | 0         | 1              |
| Dania              | 0          | 4         | 4              |
| Islandia           | 0          | 1         | 1              |
| Szwajcaria         | 0          | 1         | 1              |
| Portugalia         | 0          | 1         | 1              |

## Prawa transmisyjne w Polsce
Rozgrywki Ligi Mistrzów piłkarzy ręcznych można oglądać w Polsce na kanale Eurosport 1 oraz na platformach Max i Polsat Box Go. 